# Орден Цветущей орхидеи
Высший орден Цветущей орхидеи (кит. трад. 大勲位蘭花章, пиньинь dàxūnwèi lánhuā zhāng, палл. дасюньвэй ланьхуа чжан; яп. дайкунъи ранка сё:) — высшая государственная награда Великой империи Маньчжоу-го.

## История

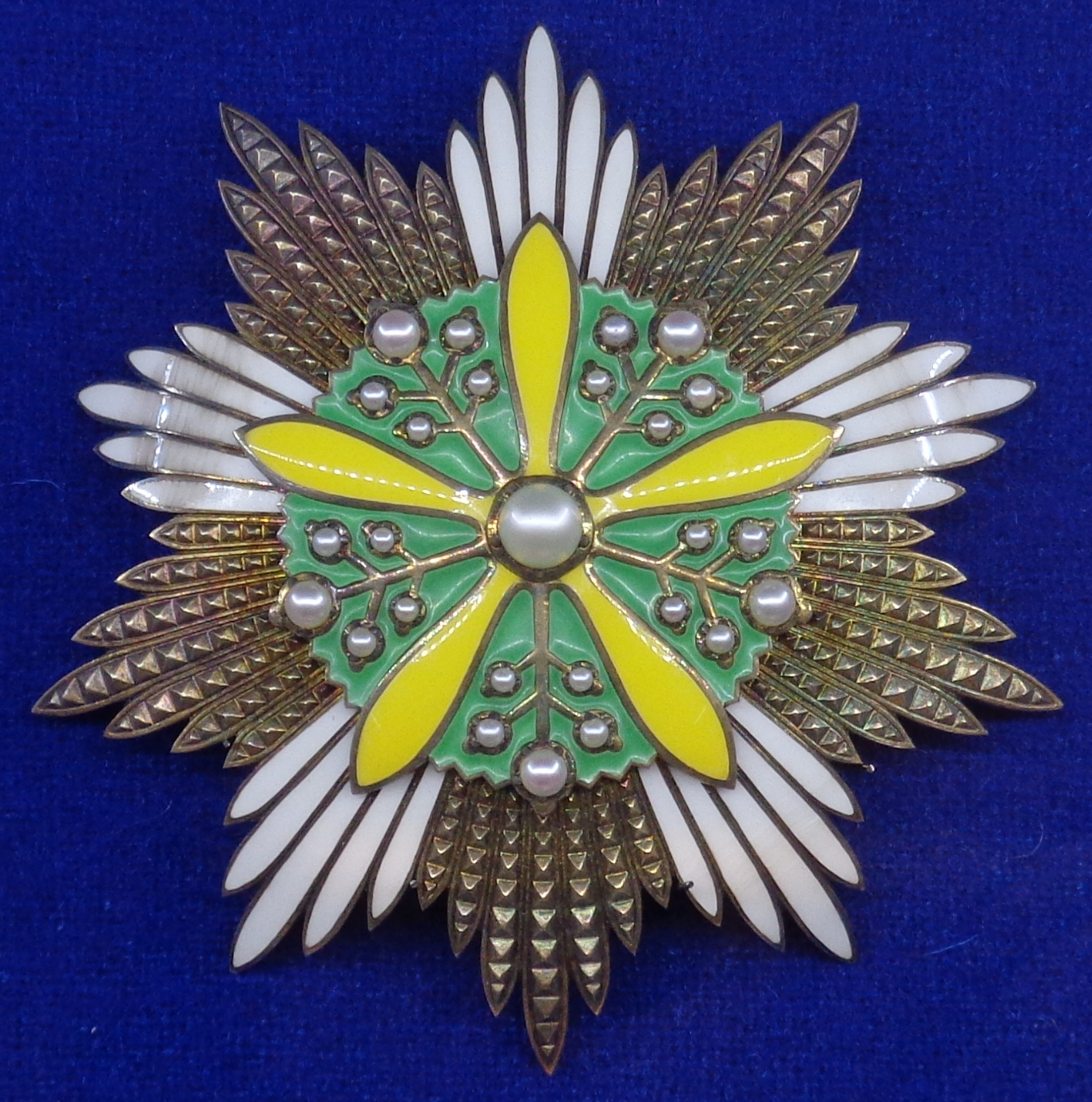
Звезда ордена

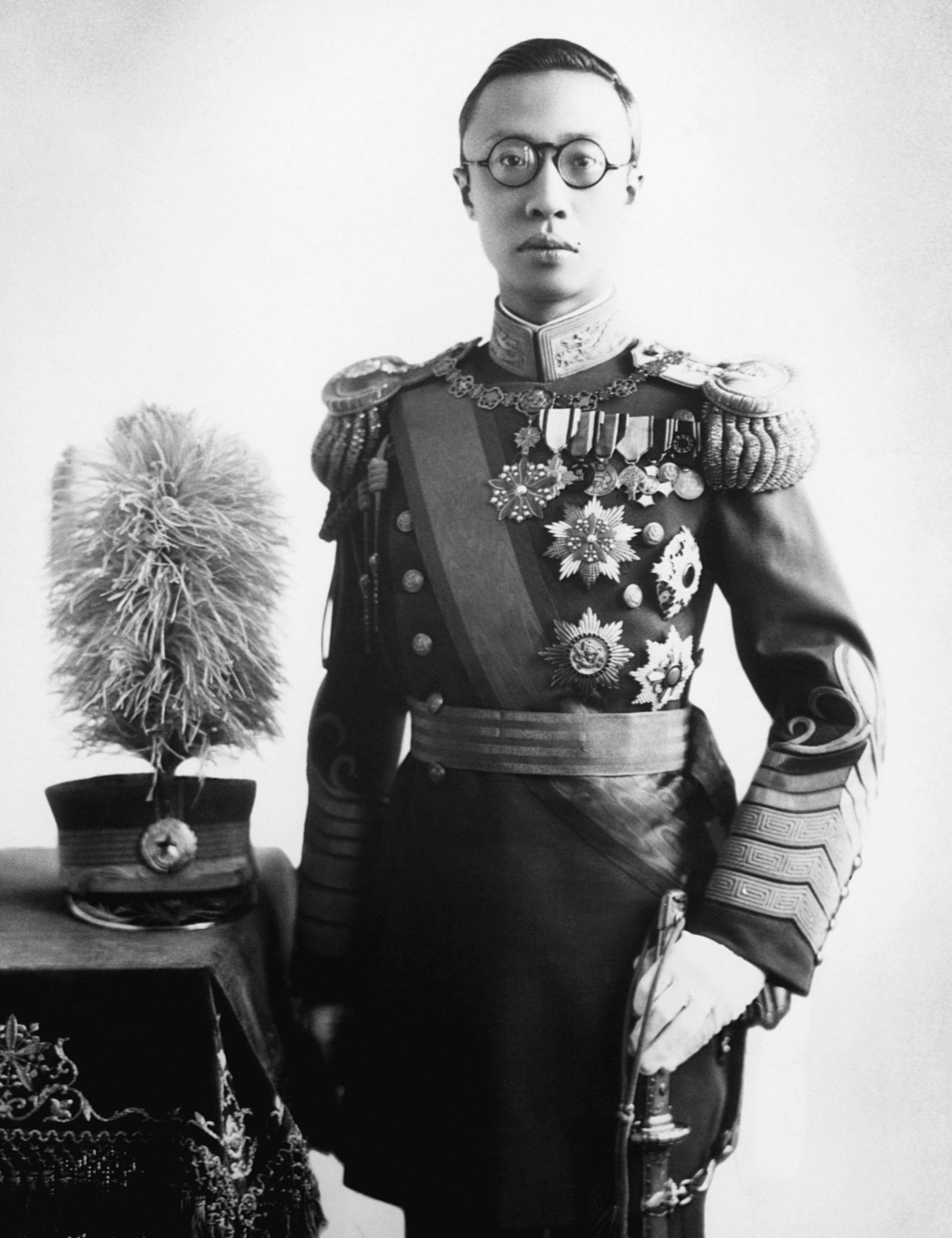
Император Пу И с цепью и звездой ордена Цветущей орхидеи

Орден учреждён императорским эдиктом № 1 в день провозглашения Государства Маньчжоу-го империей, 1 марта 1934 года. 19 апреля 1934 года был принят закон об орденах и знаках отличия, регулирующий вопросы наградной системы.
Поскольку вся наградная система Маньчжоу-го являлась повторением наградной системы Японии, орден Цветущей орхидеи фактически являлся эквивалентом японского ордена Хризантемы.
Орден Цветущей орхидеи подразделялся на два класса: орден с цепью (大勲位蘭花章頸飾) и орден с большой лентой (大勲位蘭花大綬章). Орден являлся высшей наградой империи. Орден на цепи предназначался для монарших особ и глав государств, на большой ленте — для высших сановников.
Эскизы награды разработал профессор Токийского высшего технического училища Хата Сёкити. Заказы на изготовление орденских знаков размещались на монетном дворе в Осаке.
С 1934 до 1941 года известно о двух кавалерах ордена с цепью — императоры Пу И и Хирохито. До 1945 года было вручено ещё несколько орденов с цепью, в том числе королю Румынии Михаю I. С 1934 до 1940 года известно о вручении трёх орденов с большой лентой, общее число награждений не установлено.
С падением императорской власти в августе 1945 года прекратили своё существование и все награды Великой империи Маньчжоу-го.

## Знаки ордена
Цепь ордена золотая, состоит из одного центрального большого звена и 20 малых звеньев, соединённых между собой фигурными промежуточными звеньями в виде буддийского «бесконечного узла».
Малые звенья цепи — ажурные прорезные пятиугольники с закруглёнными углами, символизирующие собой облака. В восьми из них вписаны покрытые зелёной эмалью «восемь благоприятных знамений Будды»: влево от центрального звена — цветок лотоса, драгоценный сосуд, две рыбки и бесконечный узел; вправо от центрального звена — раковина, колесо учения, драгоценный зонт и знамя победы. В двух звеньях вписаны круглые медальоны с триграммами «цянь» (☰) и «кунь» (☷). В десяти остальных вписаны стилизованные «спиральные облака».
Центральное звено — ажурный прорезной шестиугольник, символизирующий собой облако, в который вписан круглый медальон синей эмали. В медальоне изображён извивающийся вокруг пылающего Солнца дракон «в облаках». К центральному звену подвешивается знак ордена.
Знак ордена для цепи — золотой, диаметром 71 мм, представляет собой стилизованное изображение главного императорского символа — цветка орхидеи. С лицевой стороны знак имеет вид круглого зубчатого медальона зелёной эмали, на который наложена звезда из пяти узких «лепестков» жёлтой эмали. В центре звезды закреплена большая жемчужина, между «лепестками» — золотые стебельки с закреплёнными малыми жемчужинами, по пять в каждом углу. На оборотной стороне знака изображены четыре иероглифа — «大勲位章» («высшая награда за заслуги»).
Через прямоугольную скобу на верхнем «лепестке» знак крепится к промежуточному звену, представляющему собой уменьшенную копию самого знака, без эмалей и жемчужин. На верхнем конце промежуточного звена имеется поперечное ушко для крепления к цепи ордена.
Знак ордена для большой ленты такой же, как и для цепи, но несколько меньшего размера, из позолоченного серебра. «Лепестки» на промежуточном звене покрыты жёлтой эмалью. Через ушко на верхнем конце промежуточного звена пропущено кольцо для крепления к ленте ордена.
Звезда ордена серебряная (позолоченная) десятиконечная многолучевая, диаметром 90 мм. Пять групп по пять лучей покрыты белой эмалью, пять групп по семь лучей без эмали, с «алмазной» огранкой. На центр звезды наложен знак ордена несколько меньшего размера, чем знак для большой ленты. На обороте звезды изображены те же иероглифы, что и на обороте знака. Носилась на левой стороне груди.
Лента ордена шёлковая муаровая жёлтого («золотого») цвета с тёмно-жёлтыми полосами по краям. Ширина ленты — 108 мм, ширина полос по краям — 18 мм. Носилась через правое плечо.
Кавалерам ордена с большой лентой вручались знак для ленты, звезда и лента ордена. Кавалерам ордена с цепью вручались цепь и знак для цепи, а при неимении ранее знаков большой ленты — полный комплект знаков ордена.